# Ivan Dvornyj
Ivan Vasiljevitj Dvornyj (ryska: Иван Васильевич Дворный), född 1 januari 1952 i Omsk oblast, död 21 september 2015 i Omsk, var en rysk (sovjetisk) basketspelare som tog OS-guld 1972 i München.

### Fotnoter
1. ↑  läs online, www.sports.ru .[källa från Wikidata]
2. ↑  Basketball-Reference.com, Basketball-Reference.com internationell spelar-ID: ivan-dvorny-1, läst: 23 april 2022.[källa från Wikidata]
3. ↑  Sports-Reference - Ivan Dvorny Arkiverad 1 mars 2012 hämtat från the Wayback Machine.